# Siri (voornaam)
Siri is een Scandinavische variant van Sigrid, dat staat voor 'prachtige overwinning'.
De naam komt sinds de middeleeuwen voor en is een veelvoorkomende naam in Noorwegen, Zweden en de Faeröer. Hij wordt minder gebruikt in Denemarken.
In het jaar 2010 stond de voornaam Siri op plaats 57 van nieuwgeborenen in Zweden.
De Finse en Estse schrijfwijze van deze naam is 'Siiri'; in Faeröer schrijft men 'Sirið'. De uitspraak is gelijk aan die in de andere genoemde landen.

## Bekende mensen
- Siri Hustvedt (1955), Amerikaanse schrijfster
- Siri Lindley (1969), Amerikaanse triathlete en coach
- Siri von Essen (1850-1912), Fins-Zweedse actrice